# AOK Bayern
Die AOK Bayern – Die Gesundheitskasse (kurz AOK Bayern) ist ein Träger der gesetzlichen Krankenversicherung aus der Gruppe der Allgemeinen Ortskrankenkassen für den Freistaat Bayern mit Sitz in München. Sie ist mit mehr als 4,5 Mio. Versicherten Bayerns größte Krankenkasse und die viertgrößte Deutschlands. Das Bilanzvolumen beträgt rund 17,7 Mrd. Euro. Die Hauptverwaltung befindet sich in Neuperlach-Süd, Carl-Wery-Straße 28.

## Geschichte
Die AOK Bayern entstand am 1. Juni 1995 aus dem Zusammenschluss von 39 damals selbständigen bayerischen AOKs und des damaligen AOK-Landesverbandes Bayern und bildet bis zum heutigen Tag die größte Krankenkasse Bayerns und die viertgrößte Krankenkasse bundesweit. Grundlage dafür war die Verordnung über die Vereinigung der bayerischen allgemeinen Ortskrankenkassen zu einer Allgemeinen Ortskrankenkasse Bayern einschließlich der Pflegekassen vom 23. Mai 1995 (Bekanntmachung vom 30. Mai 1995 – III 2/4205/1293).
Zum ersten Vorstandsvorsitzenden wurde 1995 Herbert Schmaus gewählt. Danach führte Helmut Platzer von 1999 bis 2018 die AOK Bayern. Seither steht Irmgard Stippler an der Spitze.

## Finanzen

### Beitragssätze
Seit 1. Januar 2009 werden die Beitragssätze vom Gesetzgeber einheitlich vorgegeben. Aktuell beträgt der allgemeine Beitragssatz (für krankengeldberechtigte Mitglieder und Rentner) zur Krankenversicherung 14,6 Prozent. Mitglieder ohne Krankengeldanspruch zahlen grundsätzlich den ermäßigten Beitragssatz in Höhe von 14,0 Prozent. Beide Beitragssätze sind bei allen gesetzlichen Krankenkassen gleich.
Die AOK Bayern erhob bis 31. Dezember 2014 keinen einkommensunabhängigen kassenindividuellen Zusatzbeitrag. Seit 1. Januar 2015 erhebt sie einen einkommensabhängigen Zusatzbeitrag, 2022 von 1,3 Prozent, seit 2023 von 1,58 Prozent.
Der Zusatzbeitragssatz seit Januar 2025 liegt bei 2,69 %.

### Haushalt (ohne Pflegekasse)
2021 wurden rund 16,2 Milliarden Euro in der Krankenversicherung für Leistungen ausgegeben. Das ist eine Steigerung der Leistungsausgaben von 6,7 Prozent im Vergleich zum Vorjahr. Die Einnahmen und Ausgaben teilen sich wie folgt auf:
| Einnahme                             | absolut (in Euro) | je Versicherter (in Euro) |
| ------------------------------------ | ----------------- | ------------------------- |
| Zuweisungen aus dem Gesundheitsfonds | 15.884.735.995    | 3.466,19                  |
| Mittel aus dem Zusatzbeitrag         | 1.062.399.833     | 231,82                    |
| sonstige Einnahmen                   | 102.254.627       | 22,31                     |
| Einnahmen gesamt                     | 17.049.390.455    | 3.720,33                  |

| Leistungsart                                                  | Anteil an den Leistungsausgaben | absolut (in Euro) | je Versicherter (in Euro) | Veränderung zum Vorjahr |
| ------------------------------------------------------------- | ------------------------------- | ----------------- | ------------------------- | ----------------------- |
| Krankenhausbehandlung                                         | 35,1 %                          | 5.703.765.887     | 1.244,61                  | +8,6 %                  |
| Ärztliche Behandlung                                          | 17,3 %                          | 2.810.863.798     | 613,35                    | +0,8 %                  |
| Arzneimittel                                                  | 16,5 %                          | 2.685.116.318     | 585,92                    | +7,8 %                  |
| Krankengeld                                                   | 5,6 %                           | 911.101.004       | 198,81                    | +3,0 %                  |
| Zahnärztliche Behandlung (ohne Zahnersatz)                    | 5,1 %                           | 820.161.887       | 178,97                    | +4,6 %                  |
| Hilfsmittel                                                   | 3,6 %                           | 577.847.253       | 126,09                    | +6,5 %                  |
| Heilmittel                                                    | 3,4 %                           | 555.016.378       | 121,11                    | +19,5 %                 |
| Fahrkosten                                                    | 2,5 %                           | 410.841.101       | 89,65                     | +6,2 %                  |
| Behandlungspflege und häusliche Krankenpflege                 | 2,4 %                           | 387.448.764       | 84,54                     | +6,3 %                  |
| Sonstige Leistungsausgaben                                    | 2,0 %                           | 326.103.193       | 71,16                     | +3,8 %                  |
| Vorsorge- und Rehabilitationsleistungen                       | 1,9 %                           | 303.486.825       | 66,22                     | +20,2 %                 |
| Zahnersatz                                                    | 1,2 %                           | 200.613.145       | 43,78                     | +18,4 %                 |
| Dialyse                                                       | 1,0 %                           | 154.790.273       | 33,78                     | −1,5 %                  |
| Früherkennungsmaßnahmen                                       | 0,9 %                           | 146.977.140       | 32,07                     | +8,2 %                  |
| Schutzimpfungen                                               | 0,8 %                           | 125.285.520       | 27,34                     | +12,9 %                 |
| Schwangerschaft und Mutterschaft (ohne stationäre Entbindung) | 0,7 %                           | 117.972.969       | 25,74                     | +5,1 %                  |
| Leistungsausgaben gesamt                                      |                                 | 16.237.391.456    | 3.543,14                  | +6,7 %                  |

## Überblick
Die AOK Bayern – Die Gesundheitskasse gliedert sich in 30 Direktionen. Der Kundenservice für die knapp 4,7 Millionen Versicherten und 280.000 Arbeitgeber wird durch über 200 Geschäftsstellen in Bayern ortsnah sichergestellt. Der Marktanteil der AOK Bayern beträgt in Bayern mehr als 40 %.
| Gesundheitspartner                                     | Anzahl |
| ------------------------------------------------------ | ------ |
| Vertragsärzte                                          | 21.175 |
| Zahnärzte und Kieferorthopäden                         | 9.413  |
| Apotheken                                              | 3.128  |
| Krankenhäuser                                          | 414    |
| Heilmittelerbringer (z. B. Masseure, Krankengymnasten) | 12.402 |
| Hebammen                                               | 2.778  |

### Aufbauorganisation der AOK Bayern
Die persönliche Beratung vor Ort wird in 30 Direktionen in Amberg, Aschaffenburg, Augsburg, Bad Reichenhall, Bad Tölz, Bamberg, Bayerwald-Deggendorf, Bayreuth-Kulmbach, Cham, Coburg, Donauwörth, Freising-Erding, Garmisch-Partenkirchen, Günzburg, Hof-Wunsiedel, Ingolstadt, Kaufbeuren-Ostallgäu, Kempten-Oberallgäu-Lindau, Landshut-Kelheim, Memmingen, Mittelfranken, Mühldorf, München, Nordoberpfalz, Passau-Rottal-Inn, Regensburg-Neumarkt, Rosenheim, Schweinfurt, Straubing, Würzburg mit weiteren Geschäftsstellen sichergestellt

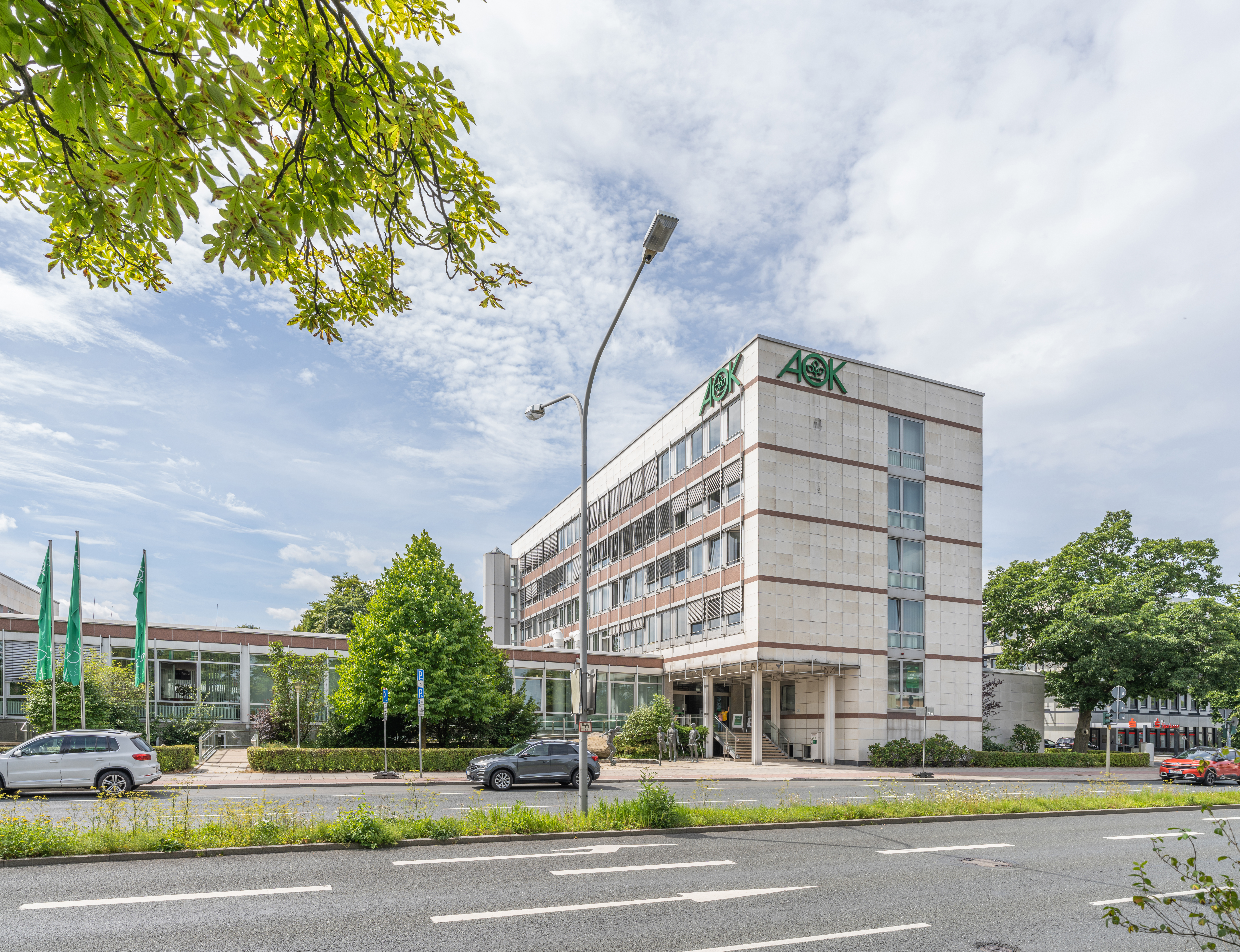
Die Geschäftsstelle in Hof

Kundenferne Aufgaben sind in mehrere bayernweit zuständige Geschäftsbereiche verteilt.

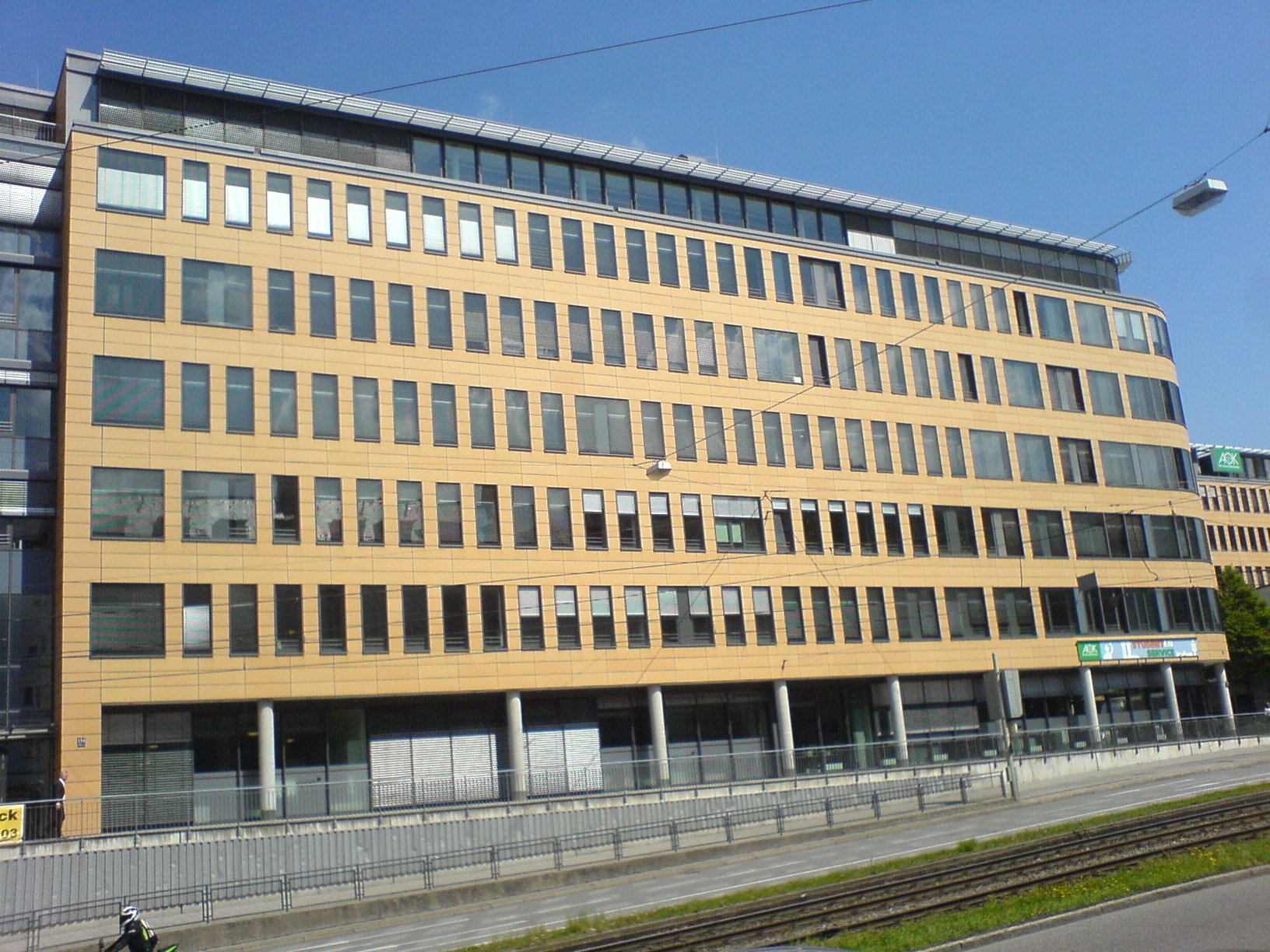
Gebäude der Direktion in München, Landsberger Straße 150–152

Ein eigenes Bildungszentrum in Hersbruck stellt eine umfangreiche Ausbildung von Auszubildenden und AOK-Betriebswirten sicher.
Bis in die Anfänge der 2020er Jahre hinein wurden kundenferne Aufgaben, wie Leistungsabrechnungen etc., regional in folgenden Dienstleistungszentren bearbeitet:
- Dienstleistungszentrum Krankenhäuser in Augsburg, Würzburg, Kelheim, München und Nürnberg
- Dienstleistungszentrum Ärzte in München, Würzburg, Bayreuth, Augsburg, Regensburg, Nürnberg und Straubing
- Dienstleistungszentrum Zahnärzte in Schweinfurt
- Dienstleistungszentrum Hilfsmittel in Wunsiedel
- Dienstleistungszentrum Heilmittel in Schwandorf
- Dienstleistungszentrum Versorgungsmanagement in Regensburg
- Dienstleistungszentrum Pflegekasse in Kulmbach

## Aus- und Fortbildung bei der AOK Bayern

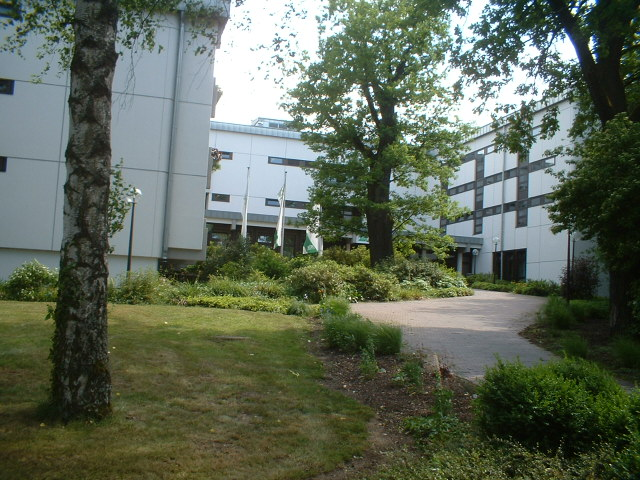
Das alte AOK-Bildungszentrum in Hersbruck

### Ausbildung bei der AOK Bayern
Die AOK Bayern bildet jährlich mehr als 200 neue Auszubildende zum Sozialversicherungsfachangestellten mit Ausrichtung Krankenversicherung aus. In der Regel dauert die Ausbildung drei Jahre. Im AOK-eigenen Bildungszentrum in Hersbruck wird den Auszubildenden in 9 Vollzeitlehrgängen das Sozialversicherungsrecht gelehrt. In der Berufsschule findet der Unterricht über 38 Wochen als Blockunterricht statt.
Für (Fach-)Abiturienten bietet die AOK Bayern zusätzlich die Möglichkeit einer verkürzten Ausbildung. Hierbei fällt die Berufsschulpflicht weg und die Inhalte werden in 7 Wirtschaftslehrgängen vermittelt. Zudem bietet die AOK Bayern ein duales Studium in Rosenheim an. Hier wird neben dem Beruf Sozialversicherungsfachangestellter zusätzlich der „Bachelor of Arts“ erworben.
Neben der Vermittlung der nötigen Ausbildungsinhalte werden den Auszubildenden bei drei Seminaren und einer Projektarbeit weitere Kompetenzen vermittelt.
Während der Ausbildung ist eine Zwischenprüfung in den Fächern Versicherung und Finanzierung, Leistungen sowie Wirtschafts- und Sozialkunde abzulegen. Diese Fächer müssen auch in der Abschlussprüfung bearbeitet werden. Zusätzlich ist eine mündliche Prüfung abzulegen, die aus einem Prüfungsgespräch besteht. In dem Prüfungsgespräch sollen die Auszubildenden auf der Grundlage einer gestellten Aufgabe eine Beratungssituation gestalten. Hierbei sollen Kunden in berufstypischen Situationen beraten werden.

### Fortbildung bei der AOK Bayern
Die Auszubildenden können sich des Weiteren zum AOK-Betriebswirt weiterbilden lassen. Diese Fortbildung dauert zwei Jahre. Sollte die Fortbildung nicht direkt im Anschluss an die Ausbildung begonnen werden, ist ein einjähriges Eigenstudium zur Vorbereitung notwendig. Inhalt der Fortbildung sind unter anderem Betriebswirtschaft, Gesundheitswissenschaften, Marketing sowie Personal und Führung.
Die Prüfung findet schriftlich und mündlich statt. Die schriftliche Prüfung besteht aus fünf Prüfungsarbeiten von insgesamt 18 Stunden Dauer, die sich auf drei vierstündige und zwei dreistündige Prüfungen verteilen. In der mündlichen Prüfung müssen auf der Grundlage der im Fortbildungsrahmenplan ausgewiesenen Lernziele zu konkreten beruflichen Situationen unter rechtlichen, verfahrensmäßigen und verhaltensmäßigen Gesichtspunkten Lösungswege aufgezeigt werden.
Die Kosten für die Ausbildung sowie für den AOK-Betriebswirt werden von der AOK Bayern übernommen. Diese Fortbildung zum Betriebswirt ist seit 1. Juni 2020 staatlich anerkannt.

## Organisation und Leitung

### Selbstverwaltung der AOK Bayern
Seit Bestehen des Sozialversicherungssystems gestaltet eine gemeinsame Selbstverwaltung von Versicherten und ihren Arbeitgebern die Politik der Sozialkassen. Bei den Krankenkassen geschieht das über gemeinsam gebildete Verwaltungsräte. In Sozialwahlen entscheiden Versicherte und Arbeitgeber alle sechs Jahre über ihre Vertreter in den Verwaltungsräten, so zuletzt am 31. Mai 2017. Die AOKs unterliegen der Rechtsaufsicht der Länder, der AOK-Bundesverband derjenigen des Bundesministeriums für Gesundheit.

### Selbstverwaltung

#### Verwaltungsrat
Er bestimmt die sozial- und unternehmenspolitische Ausrichtung der AOK und vertritt die Interessen aller Beitragszahler gegenüber dem Vorstand. Er legt den Haushaltsplan fest, bestimmt die Satzung, wählt und kontrolliert den Vorstand. Die Mitglieder des Verwaltungsrates bei der AOK üben ihre Tätigkeit ehrenamtlich aus.
- Frank Firsching – Verwaltungsratsvorsitzender, Gruppe der Versicherten[2]
- Ivor Parvanov – Gruppe der Arbeitgeber[3]

#### Beirat
Neben dem Verwaltungsrat gibt es in jeder AOK-Direktion einen Beirat. Dieser vertritt die Interessen der Versicherten vor Ort und besteht ebenfalls aus Vertretern der Versicherten und Vertretern der Arbeitgeber. Vertreter der Beiräte sind zudem im Widerspruchsausschuss tätig, der Entscheidungen im Rahmen des Widerspruchsverfahrens auf ihre Richtigkeit prüfen kann.

### Vorstand
Der Vorstand trifft eigenverantwortlich alle Entscheidungen, um die vom Verwaltungsrat gesetzten Grundsätze und Ziele umzusetzen. Anders als der Verwaltungsrat führt der Vorstand der AOK die Geschäfte hauptamtlich aus und vertritt die AOK nach außen. Er wird vom Verwaltungsrat für eine Amtszeit von sechs Jahren gewählt.
- Irmgard Stippler (Vorsitzende des Vorstandes)[1]
- Stephan Abele (stv. Vorsitzender des Vorstandes)[1]